# 播放君
播放君（日語：プレイやん；神游引进版称为iQue MP4 影音播放君）是一款由任天堂最初为Game Boy Advance SP掌上游戏机开发的多媒体播放器，不过Game Boy micro、任天堂DS和任天堂DS lite等机型也可兼容使用。播放君可以让用户在GBA SP等主机上播放储存在SD卡中的MP3格式音频文件以及H.264/MPEG-4 AVC格式视频文件；它也可以用来玩13款专用迷你游戏，其中12款可以从任天堂日本官方网站上免费获得，另1款则只针对日本的任天堂俱乐部会员提供。虽然GBA SP和GBM都可以使用，但是GBA系列的最初型号Game Boy Advance则因为功率不足的原因，官方并不建议使用。
2005年9月13日，播放君的第二代播放君micro（PLAY-YAN micro）与GBA系列最新型号Game Boy micro同日发售。同年年底，任天堂在中国大陆的合作伙伴神游科技为配合大陆版行货iQue Game Boy micro的发售，也引进了第一代播放君的行货iQue MP4 影音播放君与其搭配，但是并没有进行系统上的中文化，所以在文件名中含有中文时，会以“□”显示。